# Nusse
Nusse (Niederdeutsch: Nuss) ist eine Gemeinde im Kreis Herzogtum Lauenburg in Schleswig-Holstein.

## Geographie
Nusse liegt etwa 40 km östlich von Hamburg und 27 km südlich von Lübeck. Am Gemeindegebiet liegen der Ritzerauer See mit einer Badestelle und der Hofsee sowie das hügelige Endmoränental der Steinau, die aber zum Gemeindegebiet von Ritzerau gehören. Dort befindet sich ein alter germanischer Friedhof, der teilweise schon in den 1960er Jahren entdeckt wurde, wo immer noch Ausgrabungsarbeiten verrichtet werden.

## Geschichte
Die erste urkundliche Erwähnung erfolgte im Jahre 1194 als Nutze. Als Kirchspiel ist es im Ratzeburger Zehntregister von 1230 enthalten. Von 1370 bis 1937 gehörte das Kirchdorf Nusse als Exklave zur Freien und Hansestadt Lübeck. Im Zweiten Nordischen Krieg schlug Kurfürst Friedrich Wilhelm von Brandenburg 1659 in Nusse zeitweilig sein Hauptquartier auf, der Lübecker Ratsherr Friedrich Plönnies verhandelte als Gesandter des Rates der Stadt mit ihm in Nusse über die Kontributionen. 1747 wurde der Ort durch einen Vergleich in Hannover als Lübecker Besitz bestätigt. Der Ort war eine Exklave im zu Hannover, dann Dänemark gehörenden Herzogtum Lauenburg. 1811 bis 1814 gehörte die Gemeinde wie das Umland zum Département des Bouches de l’Elbe und war Teil des Ersten Französischen Kaiserreichs.
Die Kirche wurde im 18. Jahrhundert durch den Lübecker Baumeister Johann Adam Soherr mit einem Westturm versehen. Ein Großfeuer beschädigte 1821 die alte Kirche aus dem 12. Jahrhundert und 51 Häuser des Dorfes. Die Kirche stürzte in der Folge ein und wurde dann 1836 gesprengt. Der Neubau aus den Jahren 1836/37 in Backstein, entworfen vom Lübecker Stadtbaumeister Anton Spetzler, erhielt zunächst nur einen Dachreiter. Der neue Turm entstand erst aus Anlass einer Sanierung 1914 nach einem Entwurf des Lübecker Baurates Carl Mühlenpfordt. Die Kirche hat einen klassizistischen Kanzelaltar und verfügt über mehrere Lübecker Pastorenbilder.
Durch das Groß-Hamburg-Gesetz verlor Lübeck 1937 seine 711 Jahre alte territoriale Eigenständigkeit und wurde Teil der preußischen Provinz Schleswig-Holstein. Nusse mit knapp über 500 Einwohnern wurde eine Gemeinde des Landkreises Herzogtum Lauenburg. Das Amt Nusse wurde 1948 gebildet. 1969 gründeten die Ämter Nusse und Breitenfelde eine Verwaltungsgemeinschaft. Nach deren Auflösung war Nusse seit 1997 wieder Sitz des Amtes, das im Jahr 2008 im Amt Sandesneben-Nusse mit Amtssitz in Sandesneben aufging.

## Politik

### Gemeindevertretung
Bei der Kommunalwahl am 14. Mai 2023 wurden insgesamt elf Sitze vergeben. Von diesen erhielt die CDU sechs Sitze, die FDP drei Sitze und die SPD zwei Sitze.

### Wappen
Blasonierung: „In Grün unter einem silbernen Wellenbalken ein zweiblättriger goldener Haselzweig mit drei Nüssen. Im linken Obereck ein von Silber und Rot geteiltes Schildchen, dessen unteres Feld den Wellenbalken teilweise überdeckt.“

## Wirtschaft und Infrastruktur
In Nusse gibt es zwei Kindergärten, eine Kinderkrippe und eine Grundschule.
In der Gemeinde gibt es diverse Einkaufsmöglichkeiten, zwei Tankstellen, ein Autohaus und mehrere Gaststätten.
Öffentliche Verkehrsanbindungen bestehen nach Mölln und Ratzeburg.
Der TSV Nusse von 1946 bietet mehreren Sportarten an (z. B. Fußball, Tennis, Tischtennis, Handball, Reiten, Schützensport). Überregional bekannt sind die TSV-Rollstuhlbasketballer, die „Nusse Rams“, deren erste Mannschaft zurzeit in der Zweiten Bundesliga spielt.

## Sehenswürdigkeiten
In der Liste der Kulturdenkmale in Nusse stehen die in der Denkmalliste des Landes Schleswig-Holstein eingetragenen Kulturdenkmale.

## Persönlichkeiten

### Söhne und Töchter
- Johann Friedrich Albrecht August Meyer (1807–1893), Jurist in der Hansestadt Hamburg
- Theodor Sartori (1835–1914), Architekt und Mitglied der Lübecker Bürgerschaft
- Julius Victor Carstens (1849–1908), Maler
- Franz Eduard Hermann Rittscher (1839–1897), Rechtsanwalt und Notar, Senator der Hansestadt Lübeck
- Hans-Werner Prahl (1944–2024), Soziologe
- Enno Haaks (* 1963), Pastor und Geschäftsführer des Gustav-Adolf-Werks e. V.

### Weitere Personen
- Gottfried Andreas Sartori (1797–1873), Pastor in Nusse seit 1828, an den ein denkmalgeschützter Grabstein auf dem Kirchhof in Nusse erinnert